# Medico olografico d'emergenza
Il Medico Olografico di Emergenza (MOE) è un programma olografico immaginario dell'universo fantascientifico di Star Trek. Ha lo scopo di assistere o sostituire il personale medico a bordo di un vascello della Flotta Stellare in caso di emergenza.

## Storia
L'MOE è stato più comunemente visto nella serie Star Trek: Voyager, ove è interpretato dall'attore Robert Picardo. Il programma è apparso anche in Star Trek: Deep Space Nine e nel film Primo contatto. Va notato che il tipo di ologrammi usati in Star Trek in generale e il sistema MOE in particolare sono "solidi", e non mere immagini tridimensionali, ottenuti dall'uso combinato di immagini olografiche ottiche e campi di forza. La personificazione olografica del programma MOE può pertanto manipolare oggetti ed eseguire interventi chirurgici proprio come un vero dottore. La principale limitazione dell'MOE è che può operare solo in un'area coperta da un compatibile olo-emettitore, ciò significa che il "corpo" del MOE è normalmente confinato all'interno della sola infermeria (sebbene su navi più grandi e moderne, come le navi di Classe Prometheus, olo-emettitori aggiuntivi sono spesso installati in altre aree chiave della nave, come ad esempio la plancia o la sezione ingegneria).
Attivato per la prima volta in data stellare 48315, l'MOE fu creato dal dottor Lewis Zimmerman, con l'assistenza del tenente Reginald Barclay. Esso possiede uno dei più vasti database medici della Federazione, contenente informazioni da più di 3000 culture, l'esperienza personale di 47 chirurghi, 2000 riferimenti medici e la capacità di applicare cinque milioni di terapie. Il programma stesso è costruito su una matrice euristica adattativa, inventata dal dottor Zimmerman, che permette ai programmi MOE di apprendere e adattarsi velocemente alle nuove situazioni.
Sono state create quattro versioni della serie MOE: Tipo I, II, III e IV. Mentre lo stato degli ultimi tre modelli è sconosciuto, i programmi di Tipo I, basati sull'aspetto dello stesso dottor Zimmerman e dotati della sua irascibilità e di numerosi altri difetti caratteriali, non sono risultati all'altezza delle aspettative della Flotta Stellare e sono stati riassegnati a lavori notevolmente più umili, quali raschiare le condotte del plasma o estrarre minerali di dilitio.
L'unico Tipo II ad apparire sullo schermo è quello a bordo della USS Prometheus. Il Tipo II riteneva di essere di molto superiore al Dottore, ma i due dovettero lavorare insieme per riconquistare la nave dalle mani dei Romulani. Il Tipo II è stato interpretato da Andy Dick.
Solo due MOE di Tipo I sono sfuggiti al sopraccitato riassegnamento a lavori umili: l'MOE della USS Voyager e quello della USS Equinox, entrambi scagliati nel Quadrante Delta dal Guardiano. Di questi due, solo l'MOE della Voyager (conosciuto come "Il Dottore" tra l'equipaggio) è sopravvissuto. Poiché l'intero staff medico della Voyager è stato ucciso nell'episodio iniziale, il sistema MOE è stato costretto ad accollarsi i doveri di un dottore a tempo pieno, finendo coll'avere una durata totale di servizio di circa 10 anni. Esso è il più vecchio MOE di cui sia nota l'esistenza, e nel corso del suo lungo servizio ha sviluppato migliori abilità interpersonali, superato molti difetti e limitazioni della sua programmazione originale (per prove ed errori o riprogrammando sé stesso), ha sviluppato una personalità complessa con passioni e ambizioni, per essere infine stato accettato come un membro a tutti gli effetti dall'equipaggio della nave, un amico e un compagno, non solo un noioso sistema esperto. In seguito viene anche dotato della capacità di trasformarsi nel Capitano olografico d'emergenza per poter prendere il comando della nave in particolari situazioni critiche per l'equipaggio umano.
L'MOE della Equinox è stato invece riprogrammato dall'equipaggio in modo che le sue subroutine etiche fossero rimosse, permettendo all'equipaggio di utilizzarlo per estrarre del materiale da una specie vivente con lo scopo di potenziare i motori della nave, ma questo MOE è stato cancellato dal MOE della Voyager dopo che il primo provò a rubare l'emettitore mobile (donato da un viaggio nel futuro), fingendosi l'altro. In realtà vi è, oltre a questi, un'ulteriore MOE di Tipo I sfuggito alla riassegnazione: si tratta di una copia di backup del MOE della USS Voyager, che i Kyrian rubarono in un assalto contro la Voyager. Esso trascorse circa 700 anni inattivo in un supporto di memoria in esposizione al museo kyriano dove veniva raccontata una falsa versione dell'incontro. Infine un curatore del museo riuscì a riattivare il MOE, e dopo aver ripristinato la sua memoria esso servì come assistente chirurgico per i Kyrian e i Vaskan per molti anni prima di ripartire verso la Terra. La sua sorte finale è sconosciuta.
Il dottor Zimmerman è stato coinvolto anche in un progetto per creare una versione a lungo termine del MOE, il Medico Olografico a Lungo termine (MOL). Lo stato di questo progetto è sconosciuto a seguito della scoperta che il dottor Julian Bashir, l'uomo scelto per essere il modello del MOL, è potenziato geneticamente.
il Tipo II è stato sostituito prima dal Tipo III e poi dal Tipo IV. Nessuno dei due programmi di sostituzione è mai stato mostrato sullo schermo. È anche poco chiaro cosa sia accaduto al Tipo II e al Tipo III sebbene si possa supporre che siano stati entrambi ritirati o riprogrammati come avvenuto per il Tipo I.

## Capitano olografico di emergenza
La USS Voyager, al momento della sua partenza dalla Terra, aveva già in dotazione il Medico olografico d'emergenza (MOE), creato dal dottore in olografia Lewis Zimmerman della stazione Jupiter (da cui prende la fisionomia). Nel primo episodio della serie, a causa della morte del medico di bordo umano, l'MOE prende la titolarità dell'infermeria della nave, per diventare in seguito un'entità gradualmente più complessa e autocosciente, conosciuto da tutti come il Dottore. Sviluppando una personalità sempre più "umana", arriva a sviluppare anche sogni e fantasie; una di queste è quella di trasformarsi in un salvatore della nave nelle vesti del Capitano olografico di emergenza. In seguito a ciò, grazie alle modifiche del Guardiamarina Harry Kim, che elabora il nuovo programma, il programma dell'MOE viene implementato in modo da poter assumere in situazioni di emergenza le funzioni di COE.
Con l'attivazione del COE da parte del capitano della nave, l'MOE, oltre ad acquisire i gradi di capitano e l'uniforme rossa, acquisisce anche subroutine di comando e tattiche ed è in grado, grazie all'esperienza militare derivata da queste informazioni, di comandare la nave in situazioni militarmente critiche.
Il suo impiego trova poche applicazioni durante la serie, ad esempio quando tutto l'equipaggio è costretto a lasciare la nave a causa di un attacco e il capitano della Voyager Kathryn Janeway trasferisce il comando al Dottore. Qui viene affrontata, seppur marginalmente, anche la problematica del grado gerarchico del COE all'interno dell'equipaggio, poiché Harry Kim e il Dottore (nelle vesti di COE) bisticciano su chi sia più alto in grado: il primo sostenendo di essere sì solo un guardiamarina, ma in carne e ossa; il secondo sostenendo di essere "programmato con oltre due milioni di subroutine tattiche" e di conseguenza con maggior esperienza di strategie militari.
In un altro episodio il Dottore sfrutterà il privilegio di essere il COE per rubare il nucleo di curvatura della Voyager nel tentativo di salvare il capitano Janeway, che era stata rapita dalla Gerarchia.
Si ritrova il COE nel videogioco MMORPG Star Trek Online, e precisamente nell'espansione  Delta Rising del gioco, dove il Capitano olografico d'emergenza affianca l'ammiraglio Tuvok in una missione.